# Santa Chiara al Quirinale
Santa Chiara al Quirinale ou Igreja de Santa Clara no Quirinal era uma igreja de Roma, Itália, localizada no rione Monti, na esquina da via del Quirinale com a via della Consulta e demolida em 1888. Era dedicada a Santa Clara de Assis. Assim como a vizinha Santa Maria Maddalena al Quirinale e seus respectivos conventos, foi demolida em 1888 para dar lugar a um parque público em memória da visita do imperador da Alemanha Guilherme II.

## História
Em 1571, uma certa Giovanna d'Aragona Colonna, duquesa de Tagliacozzo, doou seu palácio, conhecido como Palazzo Tagliacozzo, e os jardins anexos para permitir a fundação de um convento das clarissas capuchinhas nas imediações da antiga igreja de Santa Chiara al Quirinale, de origem medieval muito mais antiga. A dedicação inicial, ao Corpus Christi (o Santíssimo Sacramento), foi depois alterada para Santa Clara. Nesta fundação, as irmãs foram apoiadas pela Confraternidade da Santa Cruz, ligada à igreja de San Marcello al Corso, o mesmo grupo responsável pela construção da igreja do Santissimo Crocifisso al Corso, que levantarm os recursos necessários ao longo de três anos e convidaram as irmãs fundadoras de Nápoles em 1574. Este era um dos conventos das capuchinhas na cidade, sendo o outro anexo à igreja de Sant’Urbano ai Pantani.
As irmãs passaram a viver no palácio e a dedicação original da sala que elas transformaram em capela era ao Corpus Christi. O papa Gregório XIII doou fundos para uma nova igreja, cuja dedicação completa era ao "Santissimo Sacramento e Santa Chiara"; por conta disto, várias fontes antigas se referem a ela como "Sacramento", mas a maioria a chama de Santa Chiara. O mosteiro vizinho era habitado por religiosos capuchinhos (chamados popularmente de "capuchinhos do Monte Cavallo").
O complexo inteiro foi confiscado pelo governo italiano em 1886 e demolido para permitir a criação do parque que ainda hoje ocupa o espaço. A comunidade das freiras se mudou para um novo convento onde hoje está a igreja de Santa Maria Regina dei Minori no rione Ludovisi. Atualmente elas estão na igreja de Corpus Christi alla Garbatella, no quartiere Ostiense.

## Descrição
Na parede externa da igreja ficava uma pintura de Roncalli, dito Pomarancio, intitulada "Adoração do Sacramento com os Santos Francisco e Clara". 
A igreja tinha três altares: os dois laterais eram dedicados à Santíssima Piedade e a São Francisco. No altar-mor estavam abrigadas as relíquias dos mártires Fausto e Justa. Da sacristia era possível chegar até um cemitério subterrâneo, onde, até o final do século XVII, eram sepultados os monges do mosteiro. No jardim estavam três pequenas edículas nas quais estavam pintadas as nove igrejas de peregrinação em Roma, cuja visita garantia uma indulgência.